# Shining (1980)
Shining (original The Shining) ist ein britisch-US-amerikanischer Horrorfilm des Regisseurs Stanley Kubrick aus dem Jahr 1980 nach Stephen Kings gleichnamigem Roman.

## Handlung
Das Overlook-Hotel in den Bergen von Colorado wird wie jedes Jahr den Winter über geschlossen. Für diese Zeit sucht die Hoteldirektion einen Hausverwalter. Der ehemalige Lehrer Jack Torrance bewirbt sich um diesen Job, um seine Frau Wendy und den kleinen Sohn Danny über den Winter versorgen zu können. Während eines Gesprächs mit seiner Mutter offenbart Danny eine seltsame Eigenart: „Tony“, der „kleine Mann, der in Dannys Mund wohnt“, spricht durch seinen Mund und bewegt dessen rechten Zeigefinger; er sagt Danny kurz bevorstehende Ereignisse voraus. So prophezeit er zum Beispiel ganz richtig, dass Jack die Stelle als Hausverwalter bekommen wird. Wendy hält Tony für einen imaginären Freund von Danny und denkt sich nicht viel dabei. Der Hotelmanager des Overlook, Stuart Ullman, erzählt Jack, dass im Winter 1970 ein Hausverwalter namens Grady seine Frau, seine zwei kleinen Töchter und sich selbst getötet hatte, vermutlich in einem Anfall von Trapperfieber. Unterdessen hat Danny verstörende Visionen aus dem Overlook, die er aber nicht zuordnen kann.
Bei der Ankunft im Hotel werden den Torrances die Räumlichkeiten gezeigt und die letzten Einzelheiten erklärt. Währenddessen sieht Danny in einem Aufenthaltsraum zwei wie Zwillinge aussehende Mädchen (die allerdings unterschiedlichen Alters sind). Es handelt sich dabei um die Töchter von Grady. Der Hotelkoch Dick Hallorann zeigt Wendy und Danny die Küche sowie die Vorräte des Hotels. Er erkennt Dannys Fähigkeiten, Übersinnliches wahrzunehmen, da er ebenfalls über diese Fähigkeit verfügt. Als er mit Danny allein ist, spricht er mit ihm darüber und nennt diese seltene Fähigkeit das „Shining“. Danny erzählt ihm daraufhin von Tony und erwähnt von sich aus das Zimmer Nummer 237. Er fragt nach Geschehnissen, die in diesem Zimmer stattgefunden hätten. Hallorann verbietet Danny eindringlich, jenen Raum zu betreten. Zum Abschluss des Tages erforschen Wendy und Danny gemeinsam den riesigen Irrgarten vor dem Gebäude.
Einen Monat später häufen sich die Merkwürdigkeiten. Es beginnt damit, dass Jack Wendy aus der großen Hotelhalle vergrault, die er als eine Art Arbeitszimmer verwendet, weil er beim Schreiben seines Werkes nicht gestört werden möchte. Beim Spielen entdeckt Danny das verbotene Zimmer 237 und hat weitere Visionen: Die Grady-Mädchen stehen vor ihm und fordern ihn auf, mit ihnen zu spielen, für „immer und immer und immer“. Zwischendurch sieht er sie tot und blutüberströmt neben einer Axt liegen.
Wendy hört Jack stöhnen und schreien und eilt ins Foyer, sie findet ihren Mann schlafend vor und weckt ihn. Jack berichtet Wendy aufgewühlt davon, dass er geträumt habe, wie er sie und Danny ermordet und zerstückelt. Danny betritt mit Würgemalen am Hals das Foyer, was Wendy vermuten lässt, Jack sei dafür verantwortlich. Dieser zieht sich in den „Gold Room“ an die verlassene Hotelbar zurück. Zunächst sind weder Getränke noch Gesellschaft vorhanden, doch plötzlich erscheint ein Barkeeper namens Lloyd und schenkt Jack einen Drink ein. Die Männer scheinen sich zu kennen und sprechen miteinander, wobei Jack erwähnt, er habe Danny vor Jahren versehentlich verletzt. Der Mann hinter dem Tresen und alle Getränke sind plötzlich verschwunden – es scheint, als habe Jack wieder geträumt. Wendy betritt die Bar und bittet ihn, im Zimmer 237 nachzuschauen, dort habe eine Frau laut Dannys Aussage dem Jungen die Würgemale zugefügt. Im Zimmer angekommen, sieht Jack in der Badewanne eine junge, nackte Frau sitzen. Sie geht auf ihn zu und beide umarmen und küssen sich innig. Als Jack jedoch in den Badezimmerspiegel schaut, hält er die verwesende Leiche einer alten Frau in den Armen. Diese kommt lachend auf ihn zu, und Jack flüchtet panisch aus dem Zimmer. Gegenüber Wendy verschweigt er das Erlebnis und behauptet, Danny müsse sich die Würgemale am Hals selbst zugefügt haben. Als Wendy meint, Danny müsse weg vom Hotel, wirft er ihr lautstark vor, dass sie ihm bloß die einmalige Chance dieser Arbeitsstelle vermasseln wolle.
Mittlerweile macht sich Hallorann, der wegen eines schweren Schneesturmes in den Bergen von Colorado und seiner Vorahnungen zunehmend unruhig wird, nach einem fehlgeschlagenen Telefonat auf den Weg zum Hotel. Jack ist wütend und kehrt in den „Gold Room“ zurück, der nun auf einmal mit Menschen gefüllt ist, die im Stil der 1920er Jahre gekleidet sind. Hier trifft er einen Kellner, dessen Name sich als Delbert Grady herausstellt. Jack glaubt daher, in ihm den früheren Hausverwalter zu erkennen. Dieser bestreitet jedoch sowohl, jemals im Overlook Verwalter gewesen zu sein, als auch seine Familie und sich selbst umgebracht zu haben. Vielmehr behauptet Grady, Jack sei immer der Verwalter gewesen. Er weist Jack darauf hin, dass Danny versuche, einen Fremden zu der Angelegenheit hinzuzuziehen, und dass sein Sohn gefährliche, übernatürliche Fähigkeiten habe. Er stiftet Jack dazu an, seiner Familie ebenfalls eine „Lektion“ zu erteilen. Seine eigenen Töchter seien auch unartig gewesen, weshalb er sie „zur Ordnung gerufen“ und auch seiner Frau, die ihn von seiner „Pflicht“ abzuhalten versucht hätte, eine „Lektion“ erteilt habe. Jack versichert ihm, er wisse, was zu tun sei.
Inzwischen versucht die nächstgelegene Forststation, mit dem Hotel Funkkontakt aufzunehmen, woraufhin Jack die Anlage sabotiert. Wendy entdeckt Jacks Manuskript und stellt erschrocken fest, dass auf allen Seiten immer nur derselbe Satz steht: „Was du heute kannst besorgen, das verschiebe nicht auf morgen.“ (Im englischen Original steht „All work and no play makes Jack a dull boy.“, auf Deutsch: „Nur Arbeit und kein Spielen macht Jack zu einem langweiligen Jungen.“) Jack überrascht Wendy, die mit einem Baseballschläger bewaffnet ist. Sie streiten wieder darüber, was mit Danny passieren soll, und Jack wirft ihr erneut vor, nicht an ihn und an seine Pflichten als Hausverwalter zu denken. Danny erlebt den Streit seiner Eltern in einer Vision und sieht dabei auch eine Zimmertür mit dem in Rot geschriebenen Wort „Redrum“. Jack droht Wendy schließlich, sie umzubringen. Als er versucht, ihr den Baseballschläger abzunehmen, trifft ihr Schlag ihn am Kopf; er fällt rückwärts die Treppe hinunter und bleibt bewusstlos liegen. Während er wieder zu sich kommt, wird er von Wendy in die Vorratskammer geschleift, wo es ihr gelingt, ihn einzusperren. Wendy will mit Danny zum Arzt fahren, muss jedoch feststellen, dass Jack nicht nur das Funkgerät, sondern auch das Schneemobil sabotiert hat. Grady spricht zu Jack durch die verschlossene Tür der Vorratskammer, Jack solle die Sache „mit mehr Herz und Schärfe angehen“, Wendys Einfallsreichtum sei größer als seiner. Jack gibt daraufhin sein Wort, und die von außen verriegelte Tür öffnet sich.
Wendy hat sich inzwischen schlafen gelegt und wird von Danny geweckt. Der Junge spricht nur noch mit der rauen Stimme Tonys und wiederholt ständig das Wort „Redrum“, das er mit einem roten Lippenstift an die Badezimmertür schreibt, genauso wie in seiner Vision. Erschrocken erkennt Wendy durch einen Blick in den Spiegel, dass dieses Wort rückwärts gelesen Murder (dt. „Mord“) ergibt. Auf der Flucht vor dem mit einer Axt bewaffneten Jack flüchten Wendy und Danny in das Badezimmer und schließen sich ein. Dessen festgefrorenes Fenster lässt sich nur halb hochschieben; Danny kann herauskrabbeln, nicht aber Wendy. Jack schlägt mit seiner Axt auf die Badezimmertür ein. Er drückt sein Gesicht durch die Bresche in der Tür und ruft: „Hier ist Jacky!“ (Original: „Here’s Johnny“). Wendy verhindert sein Eindringen, indem sie seinen Handrücken mit einem Messer verletzt.
Auf einer Pistenraupe fahrend trifft Hallorann ein und betritt auf der Suche nach der Familie das Hotelfoyer. Der seit seinem Sturz humpelnde Jack tötet ihn aus dem Hinterhalt mit einem Axtschlag in die Brust. Wendy irrt auf der Suche nach Danny durch die Flure des Hotels, sie sieht die Leiche des blutüberströmten Hallorann. Aus dem Fahrstuhl ergießen sich Ströme von Blut. Ein Gast im Smoking mit einer Kopfwunde wie von einer Axt prostet ihr mit seinem Drink zu: „Großartige Party, nicht?“ Jack verfolgt Danny, der in den verschneiten Irrgarten flieht, wo er seinen Vater in die Irre führt, indem er in seinen eigenen Fußspuren rückwärts geht. Danny entkommt aus dem Irrgarten, trifft seine Mutter, und beide fliehen mit Halloranns Pistenraupe von der Hotelanlage. Jack, immer weiter herumirrend und im Delirium brüllend, sinkt entkräftet nieder und erfriert im Irrgarten.
Das Schlussbild zeigt eine im „Gold Room“ ausgestellte Fotografie einer Feier zum Unabhängigkeitstag am 4. Juli 1921, auf der Jack ganz vorn inmitten der Gäste steht und in die Kamera lacht.

## Produktion
Abgesehen von einigen Außenaufnahmen, wie dem Hubschrauberflug durch den Glacier National Park in Montana am Filmanfang und Aufnahmen am Hotel Timberline Lodge in Oregon, die Kubrick von einem Außendrehteam filmen ließ, wurde der gesamte Film in den Elstree Studios in der Nähe von London gedreht. Dafür wurde das größte zusammenhängende Studiofilmset der damaligen Filmgeschichte errichtet.
Mit Shining begann der Durchbruch der Steadicam, die seitdem zunehmend bei Filmproduktionen Verwendung fand. Bis dahin waren Aufnahmen mit einer Handkamera wenig überzeugend und längere Bewegungen nur umständlich zu realisieren gewesen. Erst die Erfindung eines Systems, bei dem die Kamera dem Kameramann umgeschnallt wird und dieser sich bewegen kann, während ein ausgeklügeltes System etwaige Erschütterungen abfängt, machte die ausführlichen Kamerabewegungen von Shining möglich. Die Steadicam wurde in Shining von ihrem Erfinder, Garrett Brown, bedient.
Der Film wurde im Seitenverhältnis 4:3 gedreht, wobei darauf geachtet wurde, dass die Bildkomposition eine 1,85:1-Cadrage bevorzugt. In Kinovorführungen wird der Film in 1,85:1 (Nordamerika) oder 1,66:1 (Europa) gezeigt. Entsprechend Kubricks Verfügung werden Medien für die private Vorführung (VHS, DVD) in Open Matte mit 4:3 veröffentlicht; es ist hierbei also mehr Bildinhalt sichtbar. Es gibt jedoch inzwischen auch Blu-rays mit 1,78:1.
In einer Schlüsselszene entdeckt Wendy, dass ihr Mann, der angeblich ein Theaterstück (engl. play) schreiben wollte, monatelang nur einen einzigen Satz auf der Maschine getippt und damit Hunderte von Blättern gefüllt hat: „All work and no play makes Jack a dull boy“ (sinngemäß etwa „Arbeit allein macht auch nicht glücklich“). Diese Szene wurde von Kubrick für die Kinofassungen mehrsprachig gedreht, nämlich zusätzlich auf Deutsch, „Was du heute kannst besorgen, das verschiebe nicht auf morgen“, auf Italienisch (Il mattino ha l’oro in bocca, „Morgenstund hat Gold im Mund“), auf Französisch (Un «Tiens» vaut mieux que deux «Tu l’auras», sinngemäß „Der Spatz in der Hand ist besser als die Taube auf dem Dach“) und auf Spanisch (No por mucho madrugar amanece más temprano, „Auch wenn man früher aufsteht, wird die Sonne nicht früher aufgehen“). Obwohl das DVD-Format unterschiedliche Bildschnitt-Fassungen pro gewählter Sprache technisch unterstützt, ist auf der DVD-Ausgabe für den deutschsprachigen Raum nur die Sequenz mit dem englischen Satz enthalten.
Die ursprüngliche Fassung des Films enthielt eine Schlussszene, in der der Hoteldirektor Wendy in einem Krankenhaus besucht. Kubrick ließ die Szene aus allen Versionen schneiden. Er hielt sie für unnötig.

## Veröffentlichung
Shining lief am 23. Mai 1980 in den US-amerikanischen Kinos an, in Deutschland am 16. Oktober 1980. Am 26. Oktober 1980 startete der Film in Großbritannien.

## Musik
Die im Film verwendete Musik besteht neben den Kompositionen von Rachel Elkind und Wendy Carlos, die bereits für Kubricks Film Uhrwerk Orange (1971) elektronische Musik komponierte, vor allem aus Werken des 20. Jahrhunderts, die nicht explizit für den Film geschrieben wurden. Insbesondere die ungewohnten klanglichen und harmonischen Mittel der gewählten Kompositionen tragen zur Atmosphäre des Films bei. Bereits in 2001: Odyssee im Weltraum (1968) verwendete Kubrick bewusst Stücke von Komponisten der Neuen Musik, um mit ihrer Radikalität den visuellen Eindruck verdichten zu können. Auf der im Jahr 1980 erschienenen Vinylveröffentlichung der Filmmusik sind folgende Titel enthalten:
1. Wendy Carlos & Rachel Elkind: Main Title „The Shining“ (Adaption des Dies-Irae-Motivs des 5. Satzes Songe d’une nuit du Sabbat (Hexensabbat) der Symphonie fantastique op. 14 von Hector Berlioz)[9]
2. Wendy Carlos & Rachel Elkind: Rocky Mountains
3. György Ligeti: Lontano für großes Orchester
4. Béla Bartók: Musik für Saiteninstrumente, Schlagzeug und Celesta: Adagio
5. Krzysztof Penderecki: Utrenja (Grablegung Christi) für Soli (Sopran, Alt, Tenor, Bass, Basso profondo), zwei gemischte Chöre und Orchester
6. Krzysztof Penderecki: Als Jakob erwachte aus dem Schlaf, sah er, daß Gott dagewesen war. Er hat es aber nicht bemerkt für Orchester
7. Krzysztof Penderecki: De natura sonoris No. 2 für Orchester
8. Henry Hall And The Gleneagles Hotel Band: Home

Darüber hinaus werden weitere Werke im Film verwendet:
1. Ray Noble: It’s All Forgotten Now
2. Ray Noble: Midnight, the Stars and You
3. Jack Hylton: Masquerade
4. Krzysztof Penderecki: Kanon für Streichorchester
5. Krzysztof Penderecki: Polymorphia für 48 Streichinstrumente

## Sonstiges
- Kubrick setzt andere Schwerpunkte als die literarische Vorlage. Die Vorgeschichte von Jacks Wutanfällen wird weitgehend ausgeblendet, der Verlust seiner vormaligen beruflichen Stellung und sein Alkoholismus nur angedeutet. Aus den zu Tierfiguren gestutzten, zum Leben erwachenden Heckenfiguren wurde im Film das Labyrinth, in dem Jack erfriert, während er im Buch den Heizkessel überhitzen lässt und sich und das Hotel in die Luft sprengt.
- Ursprünglich hatte Kubrick alternativ die Verfilmung einer anderen literarischen Vorlage erwogen, den Roman The Shadow Knows von Diane Johnson. Nachdem er sich für The Shining entschieden hatte, aber einen ersten Drehbuchentwurf von Stephen King abgelehnt hatte, beteiligte Kubrick stattdessen Johnson, von deren Werk er beeindruckt war, an der Drehbucharbeit zu seinem Film.
- Kubrick sagte in einem Cinema-Interview: „In meinem Film gibt es keine […] knarrenden Türen, keine Gerippe, […] überlange Schatten oder andere melodramatische Horroreffekte. Der Film erzählt ganz einfach die Geschichte einer Familie, die langsam dem Wahnsinn verfällt.“
- Die Rolle der Spukgestalt Lorraine Massey im Bad war sowohl für Lia Beldam als auch für Billie Gibson der einzige Auftritt in einem Film. Die Schweizerin Lia Beldam arbeitete damals erfolgreich als Model, und Billie Gibson war eine Freundin der Familie Kubrick, die aus Spaß mitwirkte. Beldam wurde zuerst für eine Partyszene in der Lounge gebucht, aber da ihr Portfolio viele Nacktaufnahmen aufwies, entschied sich Kubrick dafür, ihr die Szene im Bad zu geben. Sie schilderte die einwöchigen Dreharbeiten, trotz ihrer Unerfahrenheit als Schauspielerin, als sehr professionell. Kubrick gestattete ihr, auch eigene Ideen in die Handlung einzubringen – so stammte die Geste, mit den Händen den Körper von Nicholson hochzugleiten, bis sie sein Gesicht berührt und sie sich küssen, von ihr.[11]
- Die US-Fassung ist 24 Minuten länger als die europäische, die von Kubrick selbst gekürzt wurde. Sie konzentriert das Augenmerk auf die Vorgeschichte und Dannys Visionen. Auch die zeitlichen Einteilungen sind feiner. Geschnitten wurde unter anderem eine Szene, in der Tony Burton in der Rolle des Larry Durkin ein Schneefahrzeug verleiht, und eine Szene mit Anne Jackson als Dannys Kinderärztin.

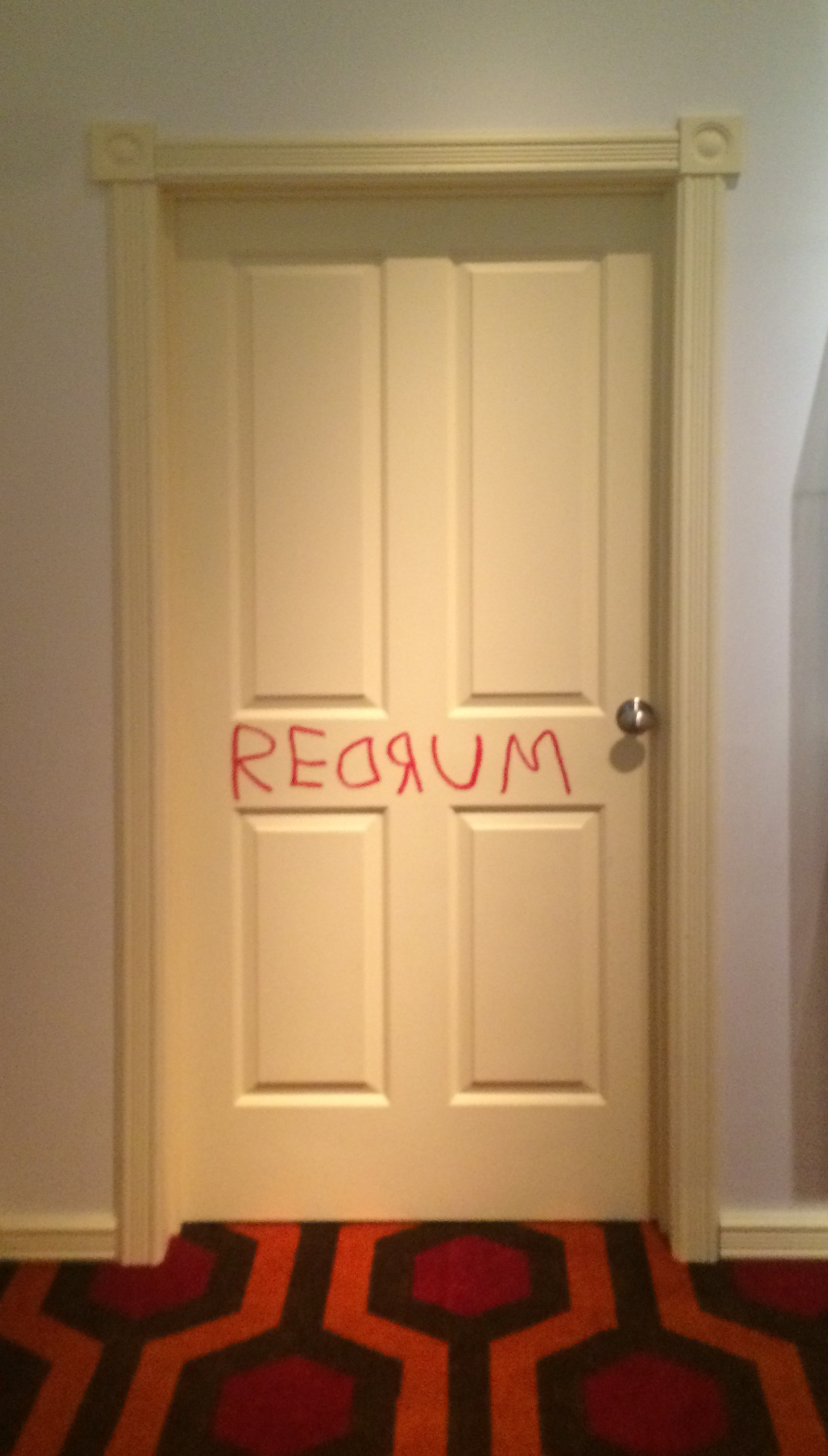
Eine Nachbildung der Tür und des Teppichmusters vom Hotelflur aus dem Film im Rahmen von Stanley Kubrick: The Exhibit beim Toronto International Film Festival

- Shining enthält das am häufigsten wiederholte Take der Filmgeschichte: die Szene, in der Wendy und Danny ins Badezimmer flüchten, Jack mit der Axt die Tür einschlägt und Wendy in Panik um ihr Leben schreit. Diese Einstellung wurde nach Kubricks Angaben 127-mal gedreht und steht damit bis heute im Guinness-Buch der Rekorde. Möglicherweise wurde Kubrick hier durch ähnliche Sequenzen aus den Filmen Der Fuhrmann des Todes (1921) von Victor Sjöström und Gebrochene Blüten (1919) von D. W. Griffith inspiriert.[12] Das wohl bekannteste Zitat des Films stammt ebenfalls aus dieser Szene, Jack Nicholsons „Here’s Johnny“ (in der deutschen Synchronisation: „Hier ist Jacky“), als er mit der Axt die Tür eingeschlagen hat (im Buch ist es ein Roqueschläger). Nicholson improvisierte dieses Zitat während des Drehs in Anspielung auf Johnny Carson.[13]
- Zum Schluss des Films sieht man, dass Jack auf einem Foto aus dem Jahr 1921 zu sehen ist. In einem Interview mit Michel Ciment erklärt Kubrick, dass Jack eine Wiedergeburt eines früheren Hotelangestellten gewesen sei.[14]
- Danny Lloyd war während der Dreharbeiten erst sechs Jahre alt und wusste jahrelang nicht, dass er in einem Horrorfilm mitgespielt hatte, da das Team ihn konsequent vom Thema des Films fernhielt. Im Alter von 17 Jahren sah er erstmals die ungeschnittene Version.[15][16]
- Kubrick war dafür berühmt und berüchtigt, jede Szene so oft wiederholen zu lassen, bis sie in seinen Augen perfekt war. Als berühmtes Beispiel gilt die Szene, in der Shelley Duvall einen Stapel von über dreihundert Blatt Papier findet, auf denen immer wieder derselbe Satz steht: All work and no play makes Jack a dull boy. Kubrick weigerte sich, für die einzelnen Seiten Kopien zu verwenden, selbst bei Seiten, die man unmöglich genau sehen konnte. Mehrere Schreiber waren damit beschäftigt, jede Seite im Original zu tippen.[17] Im Making-of zum Film Shining wird die Härte gegenüber der jungen Shelley Duvall sichtbar, die Kubrick gezielt einsetzt, damit sie sich besser in ihre Rolle hineinversetzen kann.

## Synchronisation
Die Synchronisation wurde von der Berliner Synchron GmbH erstellt. Das Dialogbuch schrieb Karin Buchholz, für die Dialogregie war Wolfgang Staudte verantwortlich. In den deutschen Fassungen von Kubricks vorherigen Filmen Uhrwerk Orange und Barry Lyndon lieh derselbe Synchronsprecher, der Schauspieler Jörg Pleva, den männlichen Hauptfiguren, gespielt von Malcolm McDowell und Ryan O’Neal, seine Stimme und wurde nun auch in Shining auf Nicholson besetzt. Als Grund für diese ungewöhnliche Besetzung, die keine Rücksicht auf die Stammbesetzungen von O’Neal und Nicholson nahm, gilt ein Brief Kubricks an Staudte nach Uhrwerk Orange, in dem Kubrick seine Begeisterung für die deutsche Stimme zum Ausdruck brachte und erklärte, Plevas Stimme passe viel besser zum Film als McDowells eigene Stimme.
Der Hoteldirektor, gespielt von Barry Nelson, wird in der deutschen Version von Joachim Kerzel synchronisiert. Kerzel wird normalerweise als Stammsprecher von Nicholson eingesetzt. Allerdings war zur Zeit von Shining noch Manfred Schott Nicholsons deutscher Standardsprecher; erst nach Schotts tödlichem Unfall 1982 übernahm Kerzel seine Synchronrollen.
Als die Langfassung in Deutschland auf Blu-ray veröffentlicht wurde, wurden die ursprünglich geschnittenen Szenen nachsynchronisiert. Hierfür beauftragte man die Splendid Synchron in Berlin, die neuen Dialoge stammten von Markus Jütte, Regie führte Rainer Gerlach.
| Rolle                     | Darsteller       | Synchronsprecher                                     |
| ------------------------- | ---------------- | ---------------------------------------------------- |
| Jack Torrance             | Jack Nicholson   | Jörg Pleva Nachsynchro: Dirk Bublies                 |
| Wendy Torrance            | Shelley Duvall   | Eva Kinsky Nachsynchro: Franziska Endres             |
| Danny Torrance            | Danny Lloyd      | Carlo Beddies Nachsynchro: Emile Ismailov            |
| Dick Hallorann            | Scatman Crothers | Edgar Ott Nachsynchro: Reinhard Scheunemann          |
| Stuart Ullman             | Barry Nelson     | Joachim Kerzel Nachsynchro: Matthias Scherwenikas    |
| Delbert Grady             | Philip Stone     | Wolfgang Spier                                       |
| Barkeeper Lloyd           | Joe Turkel       | Friedrich W. Bauschulte Nachsynchro: Matthias Klages |
| Watson, Stuarts Assistent | Barry Dennen     | Claus Jurichs Nachsynchro: Rainer Fritzsche          |
| Revierleiter 1            | David Baxt       | Wilfried Freitag                                     |
| Revierleiter 2            | Manning Redwood  | Friedrich G. Beckhaus Nachsynchro: Otto Strecker     |

## Wirkung
Der Film ist Objekt zahlreicher verschiedener Interpretationsversuche, die einerseits die Handlung an sich zum Thema haben und aufzuklären versuchen, was tatsächlich im Overlook-Hotel vor sich ging, oder den Film in politisch-historischer Hinsicht als Meinungsäußerung zu Themen wie dem Holocaust oder der Vertreibung der Indianer durch europäische Siedler deuten. Die Dokumentation Room 237 aus dem Jahr 2012 von Rodney Ascher widmet sich diesen diversen Theorien, was den bis heute währenden Einfluss des Filmes unterstreicht.
Bereits die aus einem Hubschrauber gefilmte Eingangssequenz, welche die Fahrt eines VW Käfer durch die erhabene herbstliche Bergwelt des Glacier-Nationalparks in Montana verfolgt und durch den mit Synthesizern verfremdeten Hymnus Dies irae untermalt wird, wirkt beeindruckend und bedrohlich zugleich. Material dieser Sequenz wurde auch für die auf Wunsch des Studios kurzfristig hinzugefügte Endszene von Blade Runner in dessen 1982er Kinoversion verwendet.
Die Kurzgeschichte The Shinning in der Episode Furcht und Grauen ohne Ende der Halloween-Reihe Treehouse of Horror der amerikanischen Zeichentrickserie Simpsons von 1994 (Staffel 6, Episode 6) parodiert den Film schwarzhumorig. Außerdem zitiert die Simpsons-Episode Harmonie vs. Philharmonie (Staffel 30, Episode 19) von 2020 diverse Motive aus dem Film.
Im Film Twister von 1996 ist der Film Shining kurz auf einer Autokino-Leinwand zu sehen.
Die Sonderfolge Hotel Luxury End der Hörspielserie DiE DR3i (2006–2007) nimmt sowohl Bezug auf den Film beziehungsweise den Roman als auch auf den Regisseur und die Darsteller des Filmes. So treten im Hörspiel der Wagenmeister „Mr. Overlook“, der Rezeptionist „Mr. Stanley“, der Liftboy „Jack“ und der Barkeeper „Lloyd“ auf. Ferner tragen die in der Handlung des Hörspiels im Hotel eingesperrten Charaktere die Namen „Torrance“, „Stuart“ und „Danny“.
Im Finale des Horrorfilms Chuckys Baby von 2004 wird die Szene mit der Axt und der eingeschlagenen Zimmertür parodiert.
In dem 2015 veröffentlichten Videospiel Life Is Strange werden mehrfach Anspielungen auf Shining gemacht. So findet man im Spiel z. B. das Wort REDRUM auf einer Tafel geschrieben.
In Steven Spielbergs 2018 erschienenem Kinofilm Ready Player One spielt eine Szene in einer digitalen Nachbildung des Overlook-Hotels. Neben zahlreichen Anspielungen auf die im Film auftretenden Horrorgestalten übernahm Spielberg sogar die Kameraperspektiven des Originalfilms, ließ anstelle von Jack Torrance und seiner Familie jedoch seine Protagonisten Parzival, Art3mis, Aech, Zhou und Daito durch die Gänge des Hotels wandern.

## Stephen Kings Kritik und Remake
1997 wurde der Roman in den USA als dreiteiliger Fernsehfilm The Shining neu verfilmt. Stephen King schrieb das Drehbuch und war einer der Produzenten. Er hatte sich mehrere Male sehr unzufrieden über die Kino-Verfilmung durch Kubrick geäußert. Nach Kings Meinung verdrängte Nicholsons Spiel die eigentliche Hauptperson des Romans, das Hotel. King weiter: „Ich war zutiefst enttäuscht von dem Endergebnis. […] Kubrick konnte einfach nicht das schiere, unmenschliche Böse des Overlook-Hotels fassen. Stattdessen hat er eine häusliche Tragödie mit nur vagen übernatürlichen Andeutungen gedreht.“

## Kritik
Der Film erhielt zum Zeitpunkt seiner Veröffentlichung sehr durchwachsene Kritiken. Eine häufig geäußerte anfängliche Kritik war das langsame Tempo, das für Horrorfilme jener Zeit äußerst untypisch war.
Janet Maslin von der New York Times schrieb, dass „die übernatürliche Geschichte frustrierend wenig Logik oder Zusammenhalt bietet ... Selbst die schockierendsten Horrorbilder des Films wirken überladen und vielleicht sogar irrelevant.“
Variety äußerte sich kritisch und schrieb: „Mit all dem, was zur Verfügung steht ... hat Kubrick sich mit dem nervösen Jack Nicholson zusammengetan, um alles zu zerstören, was an Stephen Kings Bestseller so furchteinflößend war.“
In seiner Rezension für die Chicago Sun-Times beklagte Kritiker Roger Ebert, dass es schwer sei, eine Verbindung zu den Charakteren aufzubauen.
In seiner Kritik für die Chicago Tribune vergab Gene Siskel dem Film zwei von vier Sternen und nannte ihn „eine herbe Enttäuschung. Die größte Überraschung ist, dass er praktisch keine Nervenkitzel bietet.“
Vincent Misiano schrieb in seiner Rezension im Ares Magazine: „The Shining … ist oberflächlich, selbstbewusst und langweilig. Lesen Sie lieber das Buch.“
Kevin Thomas von der Los Angeles Times schrieb: „Es gibt Momente, die visuell so beeindruckend sind, dass nur ein Kubrick sie umsetzen könnte, doch der Film ist zu großspurig, um der Schocker zu sein, den man von einem Horrorfilm erwartet. Sowohl diejenigen, die Bedeutung von Kubrick erwarten, als auch jene, die lediglich einen guten Schreck suchen, könnten gleichermaßen enttäuscht sein.“
Pauline Kael vom The New Yorker meinte: „Immer wieder führt uns der Film dazu, etwas zu erwarten – fast verspricht er es –, und enttäuscht uns dann.“
Gary Arnold von der Washington Post schrieb: „Stanley Kubricks Produktion von The Shining, eine schwerfällige, farblose Destillation von Stephen Kings Bestseller, erscheint als der große Flop der neuen Filmsaison. Ich kann mich nicht an einen aufwendiger inszenierten, aber so wenig effektiven Horrorfilm erinnern.“
Stanley Kauffmann von der New Republic beschrieb The Shining als „mühsame Filmarbeit“ und „einen Sammelsurium von Gruselelementen ohne eigenen Zusammenhang“ und meinte, dass Nicholsons „übertriebene Darstellung selbst den späten Bela Lugosi zurückhaltend erscheinen lässt“.
Erst mit den 2000er Jahren wurde der Film zunehmend positiv aufgefasst. So erhielt er eine Quote von 82 % auf der Plattform Rotten Tomatoes. Ulrich Behrens empfindet den Film als ein Meisterwerk, in dem die Wahrnehmungen der einzelnen Figuren mit der Realität verschmelzen, und sieht in ihm eine Kritik an der amerikanischen Zivilisation und eine Fortsetzung Kubricks von 2001: A Space Odyssey.
Christian Neeb vermutet in einem Artikel im Spiegel, dass Kubricks Perfektion und der enorme Druck, den er auf einzelne Schauspieler ausgeübt haben soll, zu diesem „Monument des psychologischen Horrors“ geführt haben. Zugleich verweist er auf die Vielschichtigkeit des Filmes, über dessen Bedeutung Fans immer noch nachdenken würden.
The Shining hat auf der weltweit größten Filmbewertungsplattform IMDb eine durchschnittliche Nutzerbewertung von 8,4 von 10 Punkten bei über 1,2 Millionen abgegebenen Stimmen. Damit zählt der Film zu den am besten bewerteten Horrorfilmen auf der Plattform und belegt aktuell Rang vier in diesem Genre.

## Auszeichnungen
Saturn Award
- Scatman Crothers als bester Nebendarsteller

Nominierungen:
- Beste Regie (Stanley Kubrick)
- Bester Horrorfilm
- Beste Musik (Wendy Carlos/Rachel Elkind)

Goldene Himbeere, Nominierungen:
- Stanley Kubrick in der Kategorie Schlechteste Regie
- Shelley Duvall in der Kategorie Schlechteste Schauspielerin

Das American Film Institute stellte eine Liste der 100 Thrills – Die 100 besten amerikanischen Thriller auf und setzte Shining auf Platz 29.
2018 erfolgte die Aufnahme in das National Film Registry.

## Fortsetzung
Basierend auf der von King 2013 veröffentlichten literarischen Fortsetzung wurde im November 2019 die Fortsetzung Doctor Sleeps Erwachen veröffentlicht. Regie und Drehbuch übernahm Mike Flanagan. Ewan McGregor ist in der Hauptrolle des erwachsenen Danny Torrance zu sehen. Danny Lloyd, der Danny Torrance im Kindesalter in Shining spielte, hat in diesem Film einen Cameo-Auftritt als Zuschauer bei einem Baseball-Spiel.